# Land (economie)
Land staat in de economie voor alle natuurlijke hulpbronnen, waarvan het aanbod vast is (ofwel, dat het aanbod niet gevoelig is voor veranderingen in prijs). Infrastructureel kapitaal, gedaan om het land te 'verbeteren', valt buiten de definitie van land.
Voorbeelden zijn natuurlijk land zelf, men kan hier landbouwgrond, bouwgrond en natuur onderscheiden, grondstoffen, zoals aardolie, aardgas, metalen en mineralen, maar ook geostationaire banen en (delen van) het elektromagnetisch spectrum, die kunnen worden verpacht (zoals radiofrequenties in de FM-band en de UMTS-veiling uit 2001), worden als 'land' beschouwd.
In de klassieke economie wordt land als een van drie productiefactoren beschouwd (de andere twee zijn kapitaal en arbeid). Inkomen verworven uit eigenaarschap of controle over land wordt traditioneel vaak pacht genoemd.